# ぴことぴけ
『ぴことぴけ』は、中島零による日本の漫画作品。ワニブックスの『コミックガム』にて2008年8月号（6月25日発売）から2009年10月号(8月26日発売)まで連載された。

## 作品概要
憧れの警察官になったものの通勤時に事故に遭い改造されて誕生したサイボーグのぴこが、相棒のぴけとともにロボット女性警察官として過ごす日々。

## 主な登場人物
鏑木 璃子（かぶらぎ りこ）
人より体が弱く体調を崩しがちにもかかわらず警察学校を卒業し、憧れの警察官として長府署勤務となった初日の通勤時、交通事故に遭い、その車に乗っていた宇駕神により改造されてしまった。
髪の色は暗い紫である。
ぴこ
主人公。ロボットの体に璃子の脳が移植されたサイボーグ。ただし鏑木璃子としての記憶は、リミッターを掛けられているため思い出せない。
髪はピンクのツインテール。ロボット警官として長府署に配備され、長府ぴこと名乗る。
ぴけ
正真正銘のロボットで、頭脳以外のスペックはぴこと一緒で外見もタレ目で髪が水色のポニーテールである事を除くとそっくりである。ぴこと同じく長府署に配備され、長府ぴけと名乗る。ぴこのパートナーとして一緒に活躍する。
宇駕神（うがみ）
新三ツ崎重工メカトロニクス事業部HTR課課長。璃子をぴこに改造してしまった張本人。脳を抜いた後の璃子の体は密かに保存して病に冒されている部分を治療していた。
繁田（しげた）
新三ツ崎重工メカトロニクス事業部HTR課課長補佐。
西園寺 喜美香（さいおんじ きみか）
長府署勤務の高飛車な巡査。
井荻 明日菜（いおぎ あすな）
長府署勤務の優しい巡査。ぴことぴけにも優しく接する。
アナスタシア・皐月・グレーニン（あなすたしあ・さつき・ぐれーにん）
自称血みどろマリー。ロボットが街中で暴れる事件がたびたび発生していたが、その黒幕。父親は某国外交官であるが、仕事が忙しくほとんど帰宅しないため、十数機のロボットと一緒に家族のように生活しており、その寂しさから事件を起こした。
ぴことぴけの活躍により改心し、事件を起こしたお詫びに奉仕活動と称してぴこ達のお手伝いを始める。
まだ子供だが市販ロボットの深層プログラムを改造して書き換えるなど天才的な面がある。
デルフィーヌ
アナスタシアに従うロボットの一体。アナスタシアの指令によりぴこぴけと敵対して戦ったが、アナスタシア改心後は一緒に奉仕活動を行なう。が、ぴけとは今一つ気が合わない様子。
リゾン
アナスタシアに従うロボットの一体。深層プログラムを変えられて暴走し、アナスタシアとデルフィーヌに襲い掛かってしまったが、ぴことぴけとデルフィーヌの連携で止められた。修理された後はデルフィーヌとともに奉仕活動を行なうが、こちらもぴけとは気が合わないらしい。

## 単行本
ワニブックスから GUM COMICS で全2巻が刊行されている。
1. ISBN 978-4-8470-3671-2
2. ISBN 978-4-8470-3703-0